# Лебоханг Морула
Лебоханг Морула (англ. Lebohang Morula, нар. 18 грудня 1966) — південноафриканський футболіст, що грав на позиції півзахисника.
Виступав, зокрема, за клуб «Джомо Космос», а також національну збірну ПАР.

## Клубна кар'єра
У дорослому футболі дебютував 1992[уточнити] року виступами за команду клубу «Джомо Космос», в якій провів три сезони. 
Згодом з 1996 по 1998 рік грав у складі команд клубів «Онсе Кальдас» та «Ванспор».
У 1998 році повернувся до клубу «Джомо Космос», за який відіграв 3 сезони. Завершив професійну кар'єру футболіста виступами за команду «Джомо Космос» у 2001 році.

## Виступи за збірну
У 1998 році провів свій єдиний офіційний матч у складі національної збірної ПАР. Того ж року у складі збірної був учасником чемпіонату світу 1998 року в Франції, де, утім, залишався резервним гравцем і на поле не виходив.